# Grzegorz Całek
Grzegorz Całek (ur. 27 maja 1971 w Warszawie) – polski działacz organizacji pozarządowych, instruktor Związku Harcerstwa Polskiego, harcmistrz, autor licznych publikacji, wydawca. Z wykształcenia socjolog, administratywista, polityk społeczny, DBA i redaktor językowy.

## Harcerstwo
W ZHP pełnił m.in. funkcje: drużynowego, przewodniczącego kręgu instruktorskiego, szefa kształcenia hufca, przewodniczącego komisji rewizyjnej hufca, przewodniczącego sądu harcerskiego hufca, członka komisji rewizyjnej Chorągwi Stołecznej (1993–1998 i 1999–2004), członka chorągwianego zespołu kształcenia, członka sądu harcerskiego chorągwi (2004–2006), zastępcy kierownika Wydziału Harcerskiego oraz kierownika Wydziału Promocji i Informacji Głównej Kwatery ZHP, komendanta Centralnej Szkoły Instruktorskiej ZHP.
Był jednym z twórców i wiceprzewodniczącym programowo-metodycznego Ruchu Całym Życiem, redaktorem naczelnym wydawanej przez ten ruch gazety pt. „W instruktorskim kręgu”. W latach 2004–2014 pełnił funkcję komendanta Hufca ZHP Warszawa-Żoliborz, a w 2010–2014 – przewodniczącego Rady Chorągwi Stołecznej ZHP.
W latach 90. był redaktorem miesięcznika „W Kręgu” wydawanego przez Chorągiew Stołeczną ZHP. Od 2002 jest redaktorem naczelnym miesięcznika „Czuwaj”. Jest także przewodniczącym komisji stopni instruktorskich przy GK ZHP oraz instruktorem CSI ZHP. W latach 2013–2017 członek Naczelnego Sądu Harcerskiego ZHP. W 2017 kandydował na Przewodniczącego ZHP. W 2022 wybrany do Rady Naczelnej ZHP.

## Sektor pozarządowy
Od 2005 jest dyrektorem Instytutu Inicjatyw Pozarządowych, w którym kieruje programami mającymi na celu rozwój sektora pozarządowego i wolontariatu. Był ekspertem w zespole ds. opracowania „Długofalowej polityki w zakresie rozwoju wolontariatu w Polsce”, działającym w Ministerstwie Pracy i Polityki Społecznej. Realizuje także projekty służące rozwojowi ruchu rodzicielskiego i podmiotowości rodziców w polskiej szkole, prowadzi szkolenia i konsultacje dla rad rodziców oraz mediacje w środowisku szkolnym. Uczestniczy w Forum Rodziców przy Ministrze Edukacji Narodowej. Jest pomysłodawcą konkursu promującego działania wzmacniające bezpieczne i efektywne funkcjonowanie w szkołach uczniów ze specjalnymi potrzebami edukacyjnym „Szkoła przyjazna dla każdego”.
Jest prezesem Polskiego Towarzystwa Zespołu Aspergera – fundacji, której celem jest wszechstronne wspieranie dzieci dotkniętych zespołem Aspergera, pomoc ich rodzinom, a także poszerzanie wiedzy i umiejętności rodziców, wolontariuszy, nauczycieli i specjalistów, dotyczących zespołu Aspergera. Jest autorem pierwszych w Polsce badań rodzin dzieci z zespołem Aspergera.
Jest członkiem Polskiego Towarzystwa Socjologicznego, od 2021 – wiceprzewodniczącym, a od 2022 – przewodniczącym Oddziału Warszawskiego PTS, a także wiceprzewodniczącym – koordynatorem ds. wydawniczych i projektowych Sekcji Socjologii Niepełnosprawności PTS.
Od ponad 25 lat jest trenerem i konsultantem w sektorze pozarządowym. Jest autorem poradników, a także ponad 350 artykułów w prasie sektora pozarządowego oraz pismach dla dyrektorów szkół.

## Inna działalność
Jest trenerem i konsultantem biznesowym w zakresie technik perswazji oraz zarządzania. Przez 13 lat, pod firmą Centrum NLP i Technik Perswazji, prowadził szkolenia i konsultacje dla firm z sektora ubezpieczeń, finansów, marketingu, nowych technologii, telekomunikacji, nieruchomości i motoryzacji. Napisał w tym czasie kilka poradników oraz opublikował ponad 300 artykułów w prasie biznesowej.
Prowadził także zajęcia dla studentów Wyższego Metropolitalnego Seminarium Duchownego w Warszawie, Akademii Obrony Narodowej oraz Uniwersytetu Warszawskiego.

## Publikacje
Autor i współautor publikacji pozarządowych, edukacyjnych, harcerskich i biznesowych, m.in.:
Publikacje pozarządowe
- „Jak założyć stowarzyszenie”
- „Jak przygotować kampanię 1%”
- „Jak promować NGO”
- „ABC organizacji pozarządowej” (wspólnie z Anną Poraj)

Publikacje rodzicielskie, szkolne
- „Rodzice w szkole” (wspólnie z Anną Poraj)
- „Rodzice w szkole, przedszkolu, na osiedlu” (wspólnie z Anną Poraj)
- „Korespondencja zewnętrzna w szkole”
- „Rada rodziców w pytaniach i odpowiedziach”
- „Stowarzyszenie rodziców. Tworzenie, rozwój, wolontariat kompetencji”
- „Rada rodziców – 61 ważnych pytań”
- „Budżet uczniowski – nowy sposób aktywizacji uczniów i rad rodziców” (wspólnie z Katarzyną Kwapińską)
- „Rada rodziców po reformie edukacji”, wyd. Oficyna Wydawnicza Impuls

Publikacje dot. niepełnosprawności
- „Mam dziecko z zespołem Aspergera :) Poradnik dla rodziców” (wspólnie z Haliną Łuszczak i Haliną Jankowską)
- „Sytuacja dzieci z zespołem Aspergera w Polsce. Raport z badań 2014” (wspólnie z Katarzyną Kwapińską)
- „Mam dziecko z niepełnosprawnością” (wspólnie z Haliną Łuszczak)

Publikacje harcerskie
- „Planowanie pracy drużyny harcerskiej”
- „Harcerskie łamigłówki i zabawy logiczne”
- „Szyfry”
- „Zamiast wykładów”
- „100 pomysłów na bieg harcerski”
- „Rusz głową, harcerzu”
- „Komputer w drużynie harcerskiej”
- „Jak promować harcerstwo”
- „Instruktorskie rozważania” (wspólnie z Kamilą Bokacką i Marzeną Przepiórkowską)
- „Radość i satysfakcja”
- „O lepsze harcerstwo” (wspólnie z Lucyną Czechowską i Adamem Czetwertyńskim)
- „Radość i satysfakcja 2.0”

Publikacje biznesowe
- „NLP w sprzedaży ubezpieczeń i funduszy emerytalnych” (wspólnie z Andrzejem Batko)
- „Język perswazji w sprzedaży ubezpieczeń i funduszy emerytalnych” (wspólnie z Andrzejem Batko)
- „Jak sobie radzić z zastrzeżeniami klientów”
- „Agent XXI wieku” (wspólnie z Remigiuszem Ambroziakiem)
- „Ściągawka agenta”
- „Superhandlowiec” cz. 1 i 2, wyd. Infor

## Odznaczenia
- Złoty Krzyż Zasługi (2018)[15]
- Srebrny Krzyż Zasługi (2013)[16]
- Medal Stulecia Odzyskanej Niepodległości (2020)[17]
- Medal Komisji Edukacji Narodowej (2012)
- Srebrny Medal Opiekuna Miejsc Pamięci Narodowej (2012)
- Medal „Pro Patria” (2017)
- Złoty Krzyż „Za Zasługi dla ZHP”[18] (2010)
- Srebrny Krzyż „Za Zasługi dla ZHP”[19] (2005)
- Medal Pamiątkowy XXV-lecia „Czuwaj”[20] (2015)
- Medal im. dr. Henryka Jordana (2014)
- Odznaka Honorowa im. Krystyny Krahelskiej – Pamięci Powstania Warszawskiego 1944 (2017)